# 聯合國年鑑
《聯合國年鑑》（Yearbook of the United Nations）是一份全方位報導聯合國每年活動的官方刊物，由秘書處下轄的新聞部出版的權威性參考文獻。它包含聯合國大會、安全理事會、經濟及社會理事會的所有決議 （Resolutions）和決定（Decisions）的內容，自1946年開始以索引目錄系統逐年將聯合國各項討論、議案和行動方案編印紀事。
年鑑是公開資料，可在聯合國線上圖書館網站自由索閱，或洽世界各地的書商。

## 架構與範圍
年鑑涵蓋五個主題：
1. 政治和安全問題
2. 人權問題
3. 經濟和社會問題
4. 法律問題
5. 體制、行政與預算問題。

年鑑各章節與其前行標題皆概括介紹相關的聯合國動態，包括政府間機構和專家機構的活動、主要報告和秘書處的活動；在特定情況下，亦包含個別國家以書面具呈的意見。

### 內容格式
年鑑負責介紹、轉載或摘要聯合國主要機構的所有決議、決定和其他主要活動，包括大會、安理事會和經社理事會通過的所有實質案文；並選擇性地介紹附屬機構的相關內容。正文含背景說明，前置有程序性細節，如：表決通過日期、會議序號、投票總計（贊成、反對或棄權）等，並後附全案付表的詳盡訊息。

### 主要報告
年鑑簡要總結秘書長的大多數報告和聯合國其他資訊源（例如：委員會、專家小組、研討會和工作小組）的選定報告。

### 秘書活動
年鑑對聯合國發展和人道主義援助方面的業務活動的相關主題進行描述，並對聯合國經常預算之外的行動，提供相關捐款和支出的選定資訊。

### 各國觀點
年鑑對會員國向聯合國傳送並作為重要內部文件分發的書面信函的相關主題下按選定案例進行摘要。此外亦分析安理會的有關具體行動，並簡要檢討安理會的審議狀況，尤其是在討論問題後卻無法達成決議的情況。

## 相關刊物
與年鑑業務直接相關的聯合國出版品如下：
1. 《年鑑預印版》（Pre-press）：可在年鑑網站上獲取，透過提供目前正在製作的年鑑中的章節草稿和詳細章節研究大綱，對已出版的年鑑集進行了補充。[4]
2. 《年鑑快車》（Express）：僅有線上版，自1983年起，以六種聯合國正式語言提供最近年鑑的章節介紹，與聯合國秘書長近年來的工作報告。[5]
3. 〈建構未來：聯合國歷史上的奠基石〉：以編年體類舉歷年來聯合國的大事紀。[6]
4. 〈實現人類共業〉：按主題分章節解析問題、事件與方案。[7]

此外，年鑑的 X 帳戶（前推特 @UNYearbook）亦對聯合國當前活動和關注焦點提供歷史角度的觀點。